# Mitteltürkische Sprachen
Als mitteltürkische Sprachen werden einige historische türkische Literatursprachen bezeichnet, die zeitlich zwischen dem Alttürkischen und den modernen Turksprachen liegen. Exakte linguistische oder zeitliche Kriterien zur Abgrenzung des Mitteltürkischen vom Alttürkischen oder den modernen türkischen Sprachen fehlen. Die mitteltürkischen Sprachen sind dabei keine direkten Frühformen der in ihrem historischen Verbreitungsgebiet heute gesprochenen Turksprachen. Teilweise ist auch evident, dass die mitteltürkischen Literatursprachen verschieden von den in ihrem Verbreitungsgebiet gesprochenen Turksprachen waren. So war im Reich der Goldenen Horde das Chwarezm-Türkische die im offiziellen Gebrauch und der Literatur verwendete Sprache, während die Volkssprache, die man etwa im Codex Cumanicus verkörpert sieht, davon abweicht.
Die mitteltürkischen Sprachen gliedern sich in einen östlichen Zweig mit Sprachen zentralasiatischer Herkunft, die in der Tradition des Alttürkischen stehen und islamisch geprägt sind, und einen westlichen Zweig südrussischer Provenienz, dessen Sprachen oft als kiptschakisch bezeichnet werden, obwohl sie mit gerade den sprecherreichsten der heute als kiptschakische Sprachen bezeichneten Sprachen, dem Tatarischen oder dem Kasachischen, keinen direkten Bezug aufweisen.
Als mitteltürkische Sprachen werden gerechnet:
im östlichen Zweig
- das Karakhanidische, die Sprache des Qutadgu Bilig („Glücklichmachendes Wissen“), 1069 in Kaschgar entstanden, und des Mahmud al-Kāschgharī
- das Choresm-Türkische
- das Tschagataische

und im westlichen Zweig
- das Kiptschakische
- die Sprache des Codex Cumanicus.